# تشانغ يي (سياسي)
تشانغ يي (بالصينية: 张毅) هو سياسي صيني، ولد في 1 أغسطس 1950 في بيؤان في الصين. نشط حزبياً في الحزب الشيوعي الصيني.